# シマノ・Acera
Acera（アセラ）は、株式会社シマノが開発、販売するマウンテンバイク向けコンポーネントである。

## 概要
シマノの製品群では、低価格な入門向けコンポーネントの中位グレードであり、Alivioの下位にあたるグレードとなっている。
完成車では定価6万円前後で販売されるものに採用されていることが多い。スプロケットは8速ないし9速となる。ブレーキはVブレーキである。MTB向けとして基本的な機能を備えたグレードである。

## 構成
| FC-M290FD-M290(AceraX 1995年)   |  | FC-M361-8(オクタリンク)FD-M360  |
| FC-M290 FD-M290 (AceraX 1995年) |  | FC-M361-8(オクタリンク) FD-M360 |

| RD-M330(1999年)  |  | RD-M360 |
| RD-M330 (1999年) |  | RD-M360 |

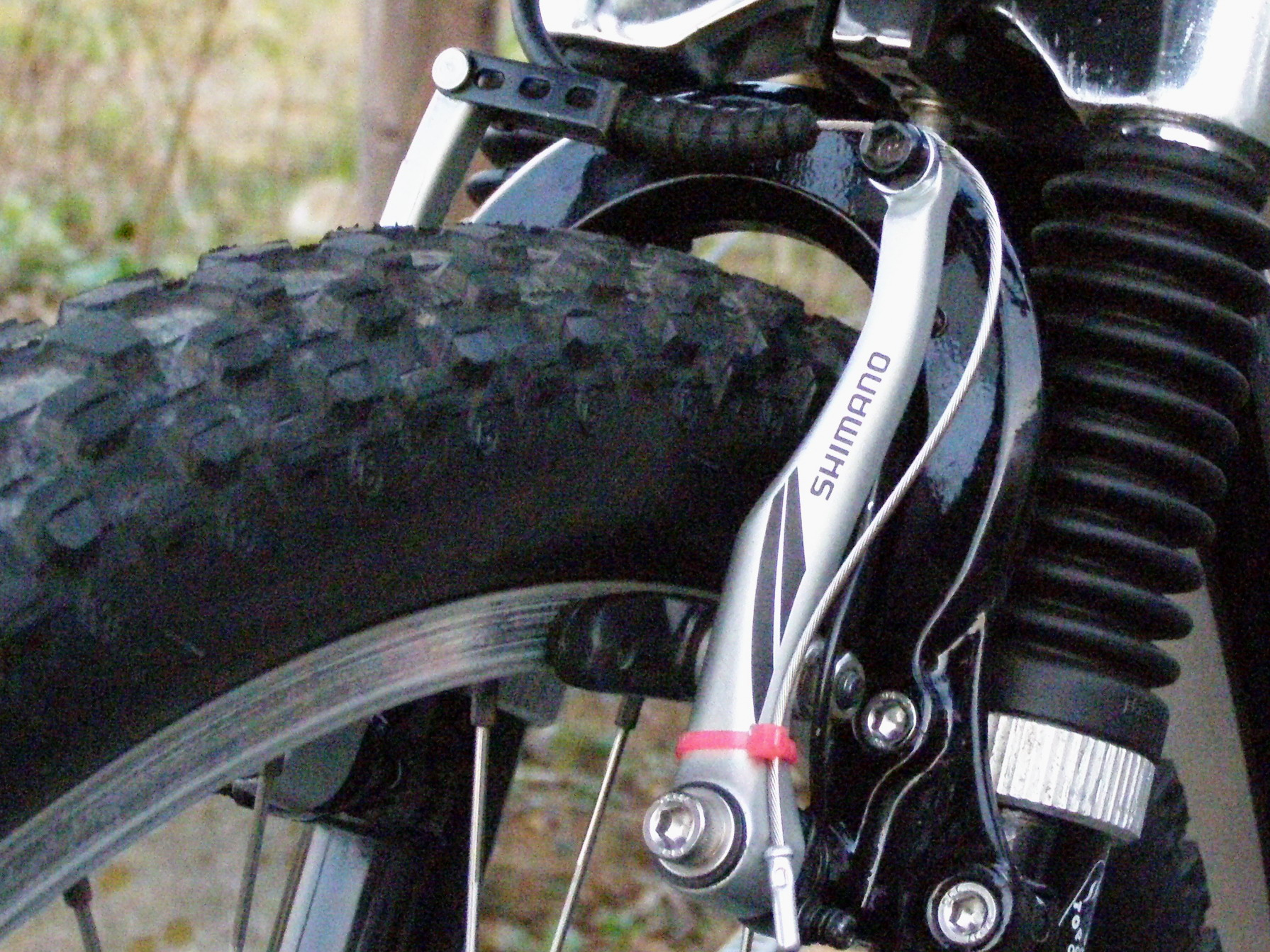
BR-M422

- カセットスプロケット CS-HG40 8speed用 11-34t
- BL-M420 カンチブレーキ専用 レバー
- クランクセット FC-M340
- Vブレーキ前後セット BR-M430
- フロントハブ HB-RM40
- フロントディレーラー FD-M330-E （Eタイプ）
- シフト・ブレーキレバーセット 8スピード用
- Eタイプ用 ボトムブラケット BB-UN25E シェル幅73mm
- フリーハブ FH-RM60-8-QR
- チェーン CN-IG31